# Lepidosperma neesii
Lepidosperma neesii är en halvgräsart som beskrevs av Carl Sigismund Kunth. Lepidosperma neesii ingår i släktet Lepidosperma och familjen halvgräs. Inga underarter finns listade i Catalogue of Life.